# Ian McPhee
Ian McPhee (Kilspindie, 5 marzo 1946) è un ex calciatore scozzese, di ruolo centrocampista e attaccante.

## Carriera
McPhee si forma calcisticamente nell'East Stirlingshire e nel St. Johnstone. Dal 1965 al 1972 è nella prima squadra del St. Johnstone, con cui gioca sette stagioni nella massima serie scozzese, ottenendo come miglior piazzamento il terzo posto nella Scottish Division One 1970-1971, riuscendo così ad accedere alla Coppa UEFA 1971-1972. Nella competizione continentale riuscì a giungere con la sua squadra agli ottavi di finale, venendo eliminato con i suoi dagli jugoslavi dello Željezničar.
Dopo una stagione all'Arbroath, nel 1973 è ingaggiato dalla franchigia NASL dei Toronto Metros. Nella stagione 1973 con la sua squadra vince la Northern Division, perdendo poi le semifinali contro i futuri campioni dei Philadelphia Atoms. La stagione seguente invece non riesce a superare la fase a gironi del torneo. Nella stagione 1975 raggiunge i quarti di finale del torneo.
Con i Metros ha giocato anche a indoor soccer.